# Papá Iván
Papá Iván es una película documental, coproducción de Argentina y México, dirigida por María Inés Roqué sobre su propio guion, que se estrenó el 29 de julio de 2004. 
En el filme la directora transmite con palabras e imágenes su mirada sobre su padre Juan Julio Roqué, que fuera uno de los miembros fundadores de la organización guerrillera Fuerzas Armadas Revolucionarias (FAR) y dirigente de la organización guerrillera Montoneros. Roqué, que murió en un enfrentamiento armado en 1977, había sido responsable, entre otras acciones, del asesinato del Secretario General de la Confederación General del Trabajo José Ignacio Rucci ocurrido durante el gobierno interino encabezado por Raúl Alberto Lastiri.

## Sinopsis
Es un documental que reflexiona sobre la vida política de las décadas de los ‘60 y ‘70 en la Argentina, signadas por la radicalización política y la actividad de agrupaciones guerrilleras, gobernada por dos dictaduras (1966-1973 y 1976-1983) separadas por un corto gobierno democrático (1973-1976) en el que se agudizó el enfrentamiento político. 
La película se estructura en torno a una carta que Iván Roqué deja a sus hijos en agosto de 1972, cuando pasa a la clandestinidad. Mientras su hija la lee, avanza la trama y se empalman imágenes, recuerdos, preguntas, testimonios, fragmentos de noticieros y fotografías. A su modo, como si fuera un ejercicio de reconstrucción de memoria, la directora se propone explorar un pasado familiar sobre las huellas de la historia política de esos y se va a detener especialmente en la elección de su padre por la lucha armada.
La película busca ampliar y profundizar las lecturas que se hacen sobre el autoritarismo, la represión y la movilización popular de esas décadas, pero también, sin dejar de evidenciar los horrores e injusticias de las dictaduras, Inés Roqué busca interrogarse sobre los militantes de los ´70, su formación, sus opciones, y también sobre el costo que tuvieron sus elecciones, con una mirada no ausente de cuestionamientos, vacíos, preguntas y dolores que la llevan a confrontar y a discutir con los relatos recibidos y con aquellas imágenes heroicas difundidas alrededor de la figura de su padre en tanto militante setentista. Pero la ausencia de Iván como padre es aquello de lo que esta película quiere dar cuenta. El tema del padre, y de los afectos en su relación con la vida pública y el compromiso político es lo que interesa a la directora. De alguna manera, la directora quiere que nos preguntemos: ¿Cuánto vale una vida? ¿Vale la pena separarse de la vida familia, sacrificarse hasta la muerte por lo que creemos una causa justa?
Explicar esta ausencia, comprender los motivos y razones de la decisión que llevaron a su padre a dejar la vida familiar por la lucha armada significando el abandono, el exilio y la pérdida de un padre para ella, la llevan a recorrer un camino de búsqueda y reconstrucción. Tarea biográfica que bucea entre las dimensiones políticas y personales de la identidad de Iván, que será también una ocasión fundamental para narrar su propia historia y reconstruir su identidad.